# Eoptyelus buruensis
Eoptyelus buruensis är en insektsart som beskrevs av Schmidt 1926. Eoptyelus buruensis ingår i släktet Eoptyelus och familjen spottstritar. Inga underarter finns listade i Catalogue of Life.